# Китайска планинска котка
Китайската планинска котка (Felis bieti), наричана още сива котка, е слабо проучен хищник от семейство Коткови близкородствен с Дивата котка. Изследване от 2007 г. дори предлага ревизия на нейната класификация като подвид дива котка. От 1992 г. насам е прието да се нарича Китайска планинска котка. По-рано е била наричана още гобийска или пустинна котка, тъй като се среща и в покрайнините на пустинята Гоби.

## Физическа характеристика
На дължина китайските котки достигат до 68,5-84 cm без опашката (29-40 cm). Теглото на възрастните екземпляри варира между 4,5 и 9 кг. Козината им е с пясъчен цвят; коремът е белезникав, на краката и опашката имат тъмни пръстени.

## Разпространение
Китайската планинска котка се среща в западните китайски провинции Тибет, Чингхай, Гансу и Съчуан. Обитава редки гори, шубраци и степни райони до 3000 m надм. вис.

## Начин на живот и хранене
Активна е нощем. Ловува предимно сутрин и привечер. Основна нейна плячка са пики, зайци, гризачи, а също и птици. Има сведения за котки ловящи къртици, като по слух локализират своите жертви под земята и ги изравят от дупките им. Поради суровите природни условия в китайската пустош тези котки са принудени да прекарват голяма част от живота си в своите дупки.

## Размножаване
Размножава се през януари-март и женската ражда през май 2-4 котенца, които стават самостоятелни на 7-8 месечна възраст.

## Природозащитен статус
Планинската котка е защитена в Китай и като рядък вид с ограничен ареал на разпространение e вписана в Червения списък на световнозатрашените видове на IUCN като уязвим вид.